# (2977) Chivilikhin
(2977) Chivilikhin est un astéroïde de la ceinture principale.

## Description
(2977) Chivilikhin est un astéroïde de la ceinture principale. Il fut découvert le 19 septembre 1974 à Nauchnyj par Lioudmila Tchernykh. Il présente une orbite caractérisée par un demi-grand axe de 2,78 UA, une excentricité de 0,17 et une inclinaison de 9,6° par rapport à l'écliptique.

## Compléments